# رود وايت
رود وايت (بالإنجليزية: Rod White)‏ هو نبال أمريكي، ولد في 3 يناير 1977 في شارون في الولايات المتحدة.

## وصلات خارجية
- رود وايت على موقع الاتحاد الدولي للرماية بالسهام (الإنجليزية)
- رود وايت على موقع اللجنة الأولمبية الدولية (الإنجليزية)
- رود وايت على موقع أوليمبيديا (الإنجليزية)